# Bernhard Joachim von Mörner
Bernhard Joachim von Mörner, född 1679, död 22 december 1741 i Rendsburg i Holstein, var en dansk militär från en brandenburgsk adelsätt.

## Biografi

### Karriär
Mörner föddes in i den brandenburgska adelsätten Mörner som son till major Kurt Ehrentreich von Mörner till Zellin och Clossow (nuvarande Zielina respektive Kłosów i Polen) och Barbara Gertrud von der Goltz. Han gick 1701 i dansk tjänst med överstelöjtnants karaktär i Württembergs-Oels dragonregemente, som samma år värvats på initiativ av hertig Christian Ulrich av Württemberg-Oels för att hyras ut till Sjömakterna (Storbritannien och Nederländerna) för att strida åt dessa i Flandern under spanska tronföljdskriget. Under kriget deltog regementet bland annat vid slaget vid Blenheim 1704, där det var placerat i de allierade truppernas corps de bataille (centern). År 1706 blev Mörner verklig överstelöjtnant och förflyttades till Andra jylländska nationella kavalleriregementet. Där fick han 1708 överstes karaktär. Året efter blev han överstelöjtnant vid Livgardet till häst. På pappret var den danska kungen Fredrik IV chef för regementet, men det verkliga befälet fördes nu av Mörner.
Efter att Danmark åter gett sig in i stora nordiska kriget utgjorde delar av regementet kungens livvakt när han var på plats under det danska fälttåget i Skåne 1709 till 1710. Regementet fördes också över i sin helhet för att förstärka de danska trupperna inför slaget vid Helsingborg 1710. Under slaget stod regementet i första linjen av den danska arméns högra flygel och deltog i de häftiga ryttarstriderna vid Brohuset. Under striderna sårades Mörner svårt och fick föras från slagfältet. Efter slaget och den danska evakueringen av Skåne befordrades Mörner 1710 till brigadgeneral och september 1712 blev han generalmajor. Efter Skåne förflyttade sig kriget till Nordtyskland där Mörner vid slaget vid Gadebusch 1712 var en av cheferna över första linjen av den danska arméns högra flygel. Under slaget fick han sin häst skjuten under sig, sårades svårt och tillfångatogs av svenskarna. Han utväxlades senare mot Stades före detta kommendant, generalmajor Carl Adam Stackelberg, som tillfångatagits efter fästningen Tönnings kapitulation. År 1717 utsågs Mörner till generallöjtnant och 1718 sändes han till Norge under Karl XII:s andra norska fälttåg. Under fälttåget var Mörner chef över ryttartrupperna och var ett lojalt stöd för överbefälhavaren general Barthold Heinrich von Lützow under besvärliga befälsförhållanden. Då kriget utvecklade sig till ett rent defensivt krig från dansk sida ansåg Mörner att kavalleriregementena skulle skickas tillbaka till Danmark. Kungen följde rekommendationen och skickade även i slutet av 1718 hem Mörner från Norge då hans befäl blivit överflödigt. Den 21 mars 1719 utsågs Mörner till riddare av Dannebrogorden. Efter att chefen för rytteriet, general Frantz Joachim von Dewitz, avlidit 1719 utsågs Mörner till generalinspektör för rytteriet. 
I och med stora nordiska krigets fredsslut följde en fredligare period i Danmark, men 1734 drog Mörner åter ut i fält då han utsågs till general av kavalleriet och blev chef över en kår på 6 000 man som Danmark hyrde ut i tysk-romerska kejsaren, Karl VI:s, tjänst under polska tronföljdskriget. Mörner hade under det spanska tronföljdskriget och stora nordiska kriget gjort sig känd för sin kringsynthet, energi och mod, men de kejserliga trupperna under prins Eugen av Savojen förde en mer defensiv krigföring inriktad på manövrer som undvek avgörande slag. Under fälttåget ägnade sig Mörner och dennes undergeneraler till utsugning av lokalbefolkningen där armén drog fram till en sådan grad att när kårens nästkommenderande, generallöjtnant Frederik Ehrenfried Amthor, rapporterade detta hem till överkrigssekreteraren Poul Vendelbo Løvenørn, skickades Mörner på danske kungens order hem till Danmark i förtid. Mörner begärde 1738 avsked från sin tjänst och avled den 22 december 1741.

### Familj
Mörner var gift med Steffania Jacoba Anna von Marwitz, med vilken han fick två söner. Marwitz avled den 3 juli 1717 och den 2 januari 1718 gifte sig Mörner med Christine Elisabeth von Tritzschler, dotter till generallöjtnant Hans Ernst von Tritzschler, i Rendsburg i Holstein. Paret fick inga barn. Mörners söner men Marwitz ska också ha gått i danska krigstjänst, men begärt avsked från dessa samtidigt som sin far.
Barn med Steffania Jacoba Anna von Marwitz:
- Jakob Friedrich Ernst von Mörner, född cirka 1708, död 13 juli 1744[10]
- N.N.